# The Way I Am
Para la canción del rapero Eminem, véase The Way I Am (canción de Eminem).
«The Way I Am» es el vigésimo octavo sencillo en la carrera de la cantante alemana Sandra, extraído del álbum The Art of Love y publicado en enero de 2007. Contenía tres versiones diferentes del tema «The Way I Am», más una canción inédita titulada «Logical Love», y una versión alternativa del tema «Casino Royale» titulada «Sleep».
Llegó al número 50 de las listas alemanas, incluso sin haberse rodado un vídeo musical para la canción y no haber tenido apenas promoción.

## Sencillo
- CD maxi

1. «The Way I Am» (Radio Edit) - 3:30
2. «The Way I Am» (Extended Club Edit) - 6:59
3. «The Way I Am» (Lounge Edit) - 5:06
4. «Logical Love» * - 3:33
5. «Sleep» (Alternative Version «Casino Royale») - 3:21

(*) Música: Jens Gad/Sandra Cretu. Letra: Jens Gad

## Posición
| País (2007) | Puesto alcanzado |
| ----------- | ---------------- |
| Alemania    | 50               |